# Campionati europei di beach volley 1994
I Campionati europei di beach volley 1994 si sono svolti ad agosto 1994 a Almería in Spagna.

## Podi
| Evento                      | Oro                                  | Argento                                   | Bronzo                                     |
| Torneo maschile (dettagli)  | Norvegia Jan Kvalheim Bjørn Maaseide | Spagna Santi Aguilera Javier Bosma        | Germania Jörg Ahmann Axel Hager            |
| Torneo femminile (dettagli) | Germania Beate Bühler Danja Müsch    | Rep. Ceca Martina Hudcová Dolores Storkov | Italia Cristiana Parenzan Lucilla Perrotta |

## Medagliere
| Posizione | Nazione   | Oro | Argento | Bronzo | Totale |
| --------- | --------- | --- | ------- | ------ | ------ |
| 1         | Germania  | 1   | 0       | 1      | 2      |
| 2         | Norvegia  | 1   | 0       | 0      | 1      |
| 3         | Rep. Ceca | 0   | 1       | 0      | 1      |
| 3         | Spagna    | 0   | 1       | 0      | 1      |
| 5         | Italia    | 0   | 0       | 1      | 1      |
| Totale    | Totale    | 2   | 2       | 2      | 6      |